# Saber Marionette J
Saber Marionette J (セイバーマリオネットJ?, Seibā Marionetto Jei) è una serie televisiva anime prodotto dalla Hal Film Maker, e trasmesso da TV Tokyo dal 1º ottobre 1996 al 25 marzo 1997. È il secondo capitolo del franchise Saber Marionette, seguito da Saber Marionette J Again e preceduto da Saber Marionette R.
Durante la produzione, Saber Marionette J è stato adattato anche in altri media. La serializzazione di un manga è stata portata avanti dalla Kadokawa Shoten sulla rivista Monthly Dragon Age dall'ottobre 1996 al novembre 1999, per poi essere raccolto in cinque volumi. Contemporaneamente veniva trasmesso un drama radiofonico. La serie è stata inoltre lo spunto per la realizzazione di un videogioco per PlayStation intitolato Saber Marionette J: Battle Sabers.
Il manga è stato pubblicato in Italia dalla Play Press in 10 numeri.

## Trama
La storia ruota intorno al giovane Mamiya Otaru e le sue tre marionette, robot umanoidi femminile. In un mondo in cui le donne non esistono più, gli uomini sopravvissuti hanno ricreato le donne nella forma di robot umanoidi, chiamate "marionette". Le marionette sono costruite per servire gli uomini ed hanno delle limitazioni nella loro possibilità di interagire con gli uomini. Il giovane e squattrinato Otaru Mamiya un giorno incontra una graziosa marionetta chiamata Lime. Lime è un modello "Saber", ovvero dotato di uno speciale circuito chiamato "otome kairo" in grado di fornirle delle emozioni vere. Quando Otaru risveglia altre due Saber Marionettes, la piccola e riservata Cherry, e l'esuberante e prosperosa Bloodberry, la sua vita da ragazzo normale terminerà, ed inizierà una serie di avventure legate alle sue tre nuove amiche. Infatti le tre marionette sono così speciali da diventare la mira del crudele Faust, leader del regno di Gartland, che intende impadronirsene per soddisfare i suoi desideri di conquista del pianeta.

## Media

### Anime

#### Doppiaggio
| Personaggio        | Doppiatore         |
| ------------------ | ------------------ |
| Bloodberry         | Akiko Hiramatsu    |
| Lime               | Megumi Hayashibara |
| Otaru Mamiya       | Yuka Imai          |
| Cherry             | Yuri Shiratori     |
| Faust              | Hikaru Midorikawa  |
| Panther            | Kikuko Inoue       |
| Mitsurugi Hanagata | Takehito Koyasu    |
| Tiger              | Urara Takano       |
| Luchs              | Yūko Mizutani      |

#### Episodi
| Nº | Giapponese 「Kanji」 - Rōmaji                                                      | In onda          | In onda |
| Nº | Giapponese 「Kanji」 - Rōmaji                                                      | Giapponese       |         |
| 1  | 「ライム登場！オトコだけの惑星」 - Lime Tōjō! Otoko Dake no Wakusei                | 1º ottobre 1996  |         |
| 2  | 「お騒がせマリオネットガール」 - Osawagase Marionette Girl                         | 8 ottobre 1996   |         |
| 3  | 「ジャポネス城で大騒動！？」 - Japones-jō de Daisōdō!?                             | 15 ottobre 1996  |         |
| 4  | 「チェリーパニック ロマンス大作戦！！」 - Cherry Panic Romance Daisakusen!!        | 22 ottobre 1996  |         |
| 5  | 「ファウストの挑戦！！」 - Faust no Chōsen!!                                       | 29 ottobre 1996  |         |
| 6  | 「熱烈不歓迎！空飛ぶラブアタック！」 - Netsuretsu Fukangei! Soratobu Love Attack!  | 5 novembre 1996  |         |
| 7  | 「一獲千金はヌカ喜びでぃ！」 - Ikkaku Senkin wa Nuka Yorokobidekushi!              | 12 novembre 1996 |         |
| 8  | 「恋占いバトルロイヤル！！」 - Koi Uranai Battle Royal!!                           | 19 novembre 1996 |         |
| 9  | 「ガルトラント、みんなでいけばこわくない！」 - Gartlant, Minna de Ikeba Kowakunai! | 26 novembre 1996 |         |
| 10 | 「潜入！！黒き帝」 - Sennyū!! Kuroki Teikoku                                       | 3 dicembre 1996  |         |
| 11 | 「乙女回路で大勝利！？」 - Otome Kairo de Daishōri!?                               | 10 dicembre 1996 |         |
| 12 | 「ファーストキスはプラズマの味！？」 - First Kiss wa Plasma no Aji!?               | 17 dicembre 1996 |         |
| 13 | 「小樽デビュー！！今、君が輝く時！」 - Otaru Debut!! Ima, Kimi ga Kagayaku Toki!   | 24 dicembre 1996 |         |
| 14 | 「迎春！小樽杯マリオネットコンテスト!!」 - Geishun! Otaru-hai Marionette Contest!! | 7 gennaio 1997   |         |
| 15 | 「女性復活!?ローレライの謎」 - Jōsei Fukkatsu!? Lorelei no Nazo                    | 14 gennaio 1997  |         |
| 16 | 「いきものってなぁに？」 - Ikimono tte Naani?                                      | 21 gennaio 1997  |         |
| 17 | 「やさしさと切なさと女らしさと」 - Yasashisa to Setsunsa to Onna Rashisa to        | 28 gennaio 1997  |         |
| 18 | 「城塞変形！立てジャポネスガー」 - Jōsai Henkei! Tate Japonesgar                   | 4 febbraio 1997  |         |
| 19 | 「ティーゲル、愛の果てに…!?」 - Tiger, Ai no Hate ni...!?                          | 11 febbraio 1997 |         |
| 20 | 「おもいはてなく こころはるかに」 - Omoi Hatenaku Kokoro Haruka ni                 | 18 febbraio 1997 |         |
| 21 | 「闇と光のバーベキュー大会」 - Yami to Hikari no Barbecue Taikai                   | 25 febbraio 1997 |         |
| 22 | 「天空翔る想い」 - Tenkū Kakeru Omoi                                               | 4 marzo 1997     |         |
| 23 | 「ファウスト 歪んだ純心」 - Faust Yuganda Junshin                                  | 11 marzo 1997    |         |
| 24 | 「乙女達の旅立ち」 - Otometachi no Tabidachi                                       | 18 marzo 1997    |         |
| 25 | 「いつもキミがそばにいる」 - Itsumo Kimi ga Soba ni Iru                            | 25 marzo 1997    |         |

#### Colonna sonora
Sigla di apertura
- Successful Mission cantata da Megumi Hayashibara

Sigle di chiusura
- I'll Be There cantata da Megumi Hayashibara (ep. 1-24, 26)
- Izayoi cantata da Megumi Hayashibara (ep. 25)
- Successful Mission cantata da Megumi Hayashibara (ep. 25)

### Manga
Un paio di mesi prima della pubblicazione dell'anime, la serializzazione di un manga di Saber Marionette J è iniziata sulla rivista Monthly Dragon Age della Kadokawa, scritto dal creatore della serie Satoru Akahori ed illustrato da Yumisuke Kotoyoshi. La serie è andata avanti dall'ottobre 1996 al novembre 1999, ed è stata poi raccolta in cinque volumi dal 29 gennaio 1997 al 30 novembre 1999.
In Italia il manga è stato pubblicato da Play Press dal 1º ottobre 2002 al 1º luglio 2003, dividendo ogni volume originale in due, portando così il numero da 5 a 10.

#### Volumi
| Nº Ja | Nº It | Data di prima pubblicazione | Data di prima pubblicazione | Data di prima pubblicazione      |
| Nº Ja | Nº It | Giapponese                  | Giapponese                  | Italiano                         |
| ----- | ----- | --------------------------- | --------------------------- | -------------------------------- |
| 1     | 1-2   | 29 gennaio 1997             | ISBN 4-04-712129-0          | 1º ottobre 2002 1º novembre 2002 |
| 2     | 3-4   | 1º ottobre 1997             | ISBN 4-04-712144-4          | 1º dicembre 2002 1º gennaio 2003 |
| 3     | 5-6   | 25 settembre 1998           | ISBN 4-04-712174-6          | 1º febbraio 2003 1º marzo 2003   |
| 4     | 7-8   | 27 maggio 1999              | ISBN 4-04-712189-4          | 1º aprile 2003 1º maggio 2003    |
| 5     | 9-10  | 30 novembre 1999            | ISBN 4-04-712211-4          | 1º giugno 2003 1º luglio 2003    |

### Light novel
Un totale di quattordici light novel sono state realizzate per la serie, scritte da Satoru Akahori ed illustrate da Tsukasa Kotobuki. I volumi sono stati pubblicati dalla Fujimi Shobo fra aprile 1995 e luglio 1999.

### Drama
Sono stati realizzati due serie di CD drama della serie: la prima distribuita direttamente nei negozi è stata pubblicata dal 24 gennaio al 22 maggio 1995 in quattro volumi pubblicati dalla King Records, sotto l'etichetta Starchild. Successivamente questa serie è stata trasmessa il 21 ottobre. La seconda serie è stata trasmessa da TBS ed è ispirata alle suddette light novel. Le trasmissioni sono andate avanti dal 27 aprile al 3 luglio 1997.

### Videogioco
Tom Create, una piccola casa produttrice di videogiochi ha prodotto un videogioco picchiaduro intitolato Saber Marionette J: Battle Sabers, pubblicato dalla Bandai Visual nel 1997 per PlayStation.